# Ibachtal und Nebenbäche
Das Naturschutzgebiet Ibachtal und Nebenbäche liegt auf dem Gebiet der Stadt Wipperfürth im Oberbergischen Kreis in Nordrhein-Westfalen.
Das Gebiet liegt östlich der Kernstadt von Wipperfürth und nördlich der B 237. Das unter Schutz stehende Ibachtal erstreckt sich  von Ibach bei Böswipper in nordöstlicher Richtung  bis an die Gemeindegrenze von Halver im Märkischen Kreis. Zugehörig zum Naturschutzgebiet sind auch alle Bachtäler der aus nördlichen Richtungen zufließenden linken Seitenbäche des Ibachs.

## Beschreibung
Das etwa 26,8 ha große Gebiet wurde im Jahr 2013 unter der Schlüsselnummer GM-099 unter Naturschutz gestellt. Das Fachinformationssystem des Landesamtes für Natur, Umwelt und Verbraucherschutz in NRW beschreibt das Gebiet wie folgt:

„Das Naturschutzgebiet umfasst das Bachtal des Ibaches zwischen Dahl und Böswipper sowie mehrere von Norden zulaufende Seitentäler. Der naturnahe Bachlauf des Ibaches wird über weite Strecken in einem Erlen-Galeriewald gesäumt.
Die Aue wird von Dauergrünland eingenommen, in dem in weiten Bereichen noch Feucht- und Nassgrünländer anzutreffen sind. Von hoher naturschutzfachlicher Bedeutung ist ein arten- und strukturreicher Feuchtwiesenkomplex mit Kleinseggen-Beständen südöstlich Boxbüchen.
Ebenfalls eingeschlossen sind schmale, zumeist bewaldete Seitentälchen mit Quellbächen, die zum Ibach entwässern. So verläuft ein Quellbach westlich von Dahl durch ein Rotbuchen-Altholz. Das Ibachtal repräsentiert ein typisches Bachtalsystem des Bergischen Landes, dem der hohe Anteil von artenreichem Feucht- und Nassgrünland landesweite Bedeutung verleiht. Der Ibach ist Teil des Fließgewässerverbundsystems des Bergischen Landes und entwässert zur Wupper (im Originaltext hier falsch: (Agger), daher korrgiert). Hauptentwicklungsziel ist die Erhaltung und Entwicklung des naturraumtypischen Bachtals durch extensive Nutzung des Grünlandes und naturnahe Waldbewirtschaftung der angrenzenden Hänge.“

## Schutzziele
Schutzziele sind: Der Bachlauf ist der freien Entwicklung zu überlassen. Soweit möglich sind Verrohrungen zu entnehmen, um die Durchlässigkeit des Bachsystems zu erhöhen. Das Grünland der Aue ist extensiv zu bewirtschaften. Die Feuchtbrachen sind wieder in Nutzung zu nehmen.
Bei der Kartierung des Naturschutzgebietes wurden folgende bemerkenswerte Pflanzenarten festgestellt:
Aufsteigende Gelb-Segge oder Grünliche Gelb-Segge (Carex demissa), die regional stark rückgängig ist und in der Vorwarnstufe der Roten Liste NRW (2020) steht – ähnliches gilt für die Braun-Segge (Carex nigra). Zudem sind zu nennen: Kuckucks-Lichtnelke (Lychnis flos-cuculi), Moor-Labkraut (Galium uliginosum), Sumpf-Dotterblume (Caltha palustris), Sumpf-Schafgarbe (Achillea ptarmica), Sumpf-Schwertlilie (Iris pseudacorus) und Wiesen-Flockenblume (Centaurea jacea).

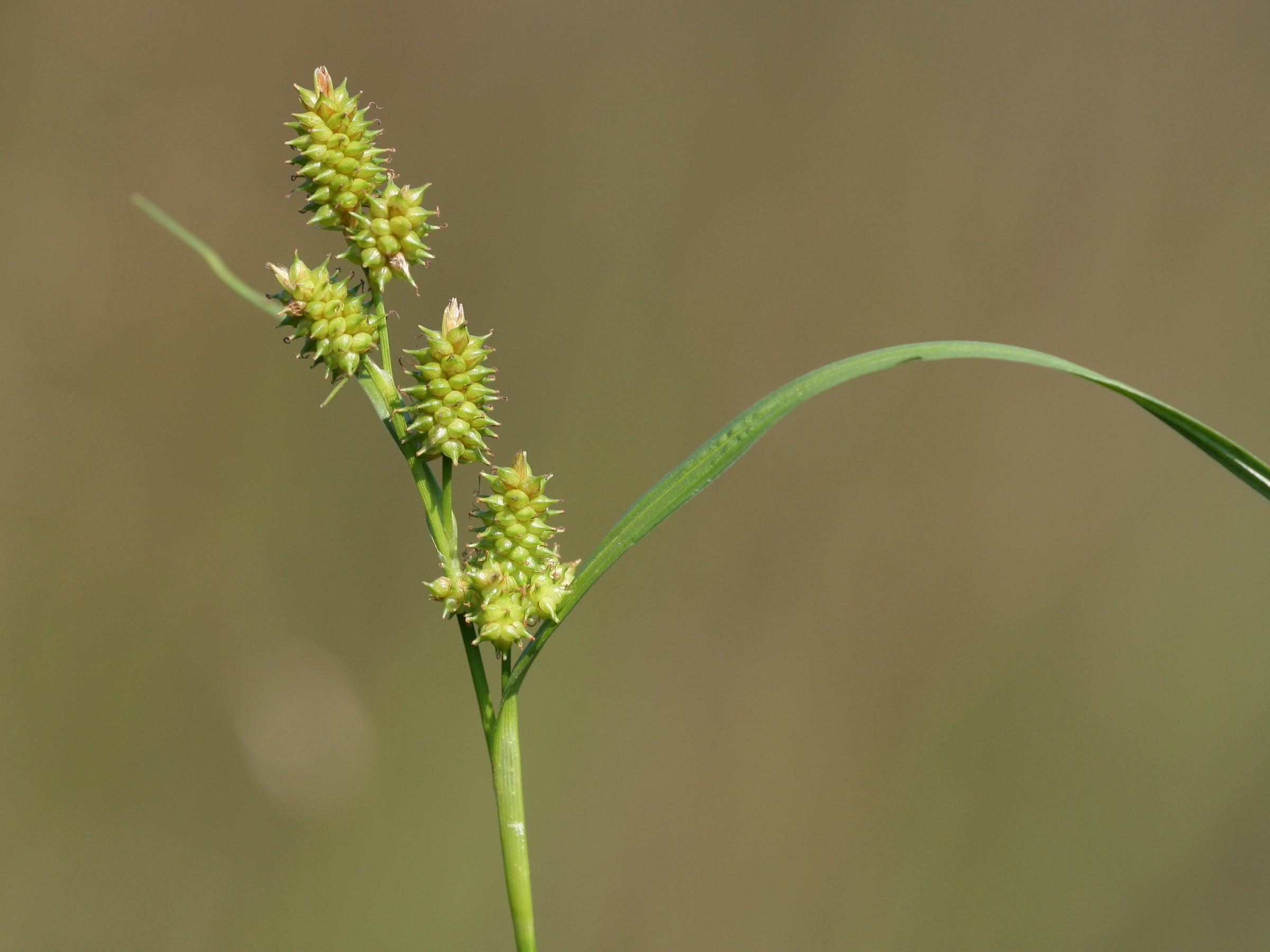
Grünliche Gelb-Segge (Carex demissa)
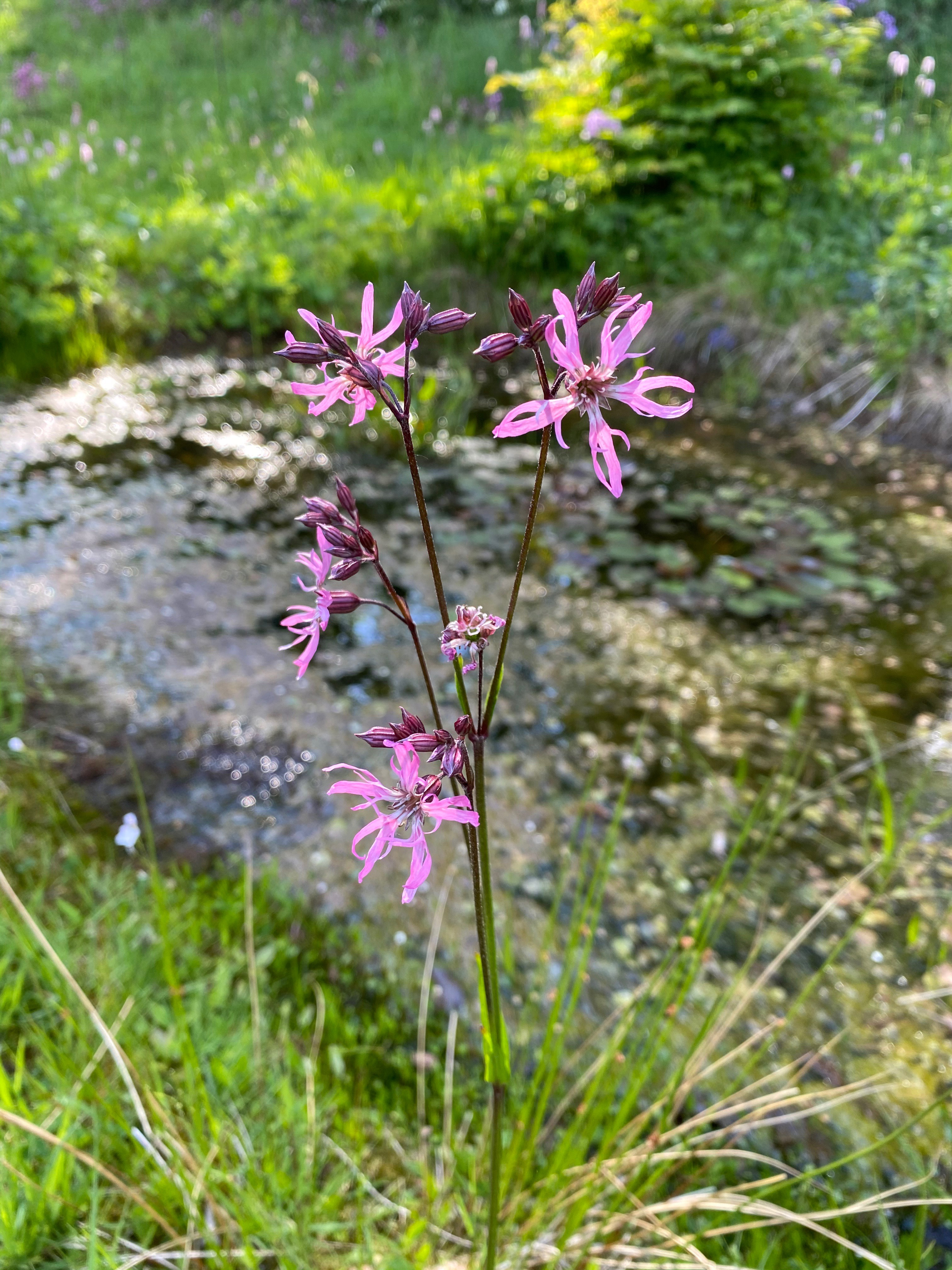
Kuckucks-Lichtnelke (Lychnis flos-cuculi)
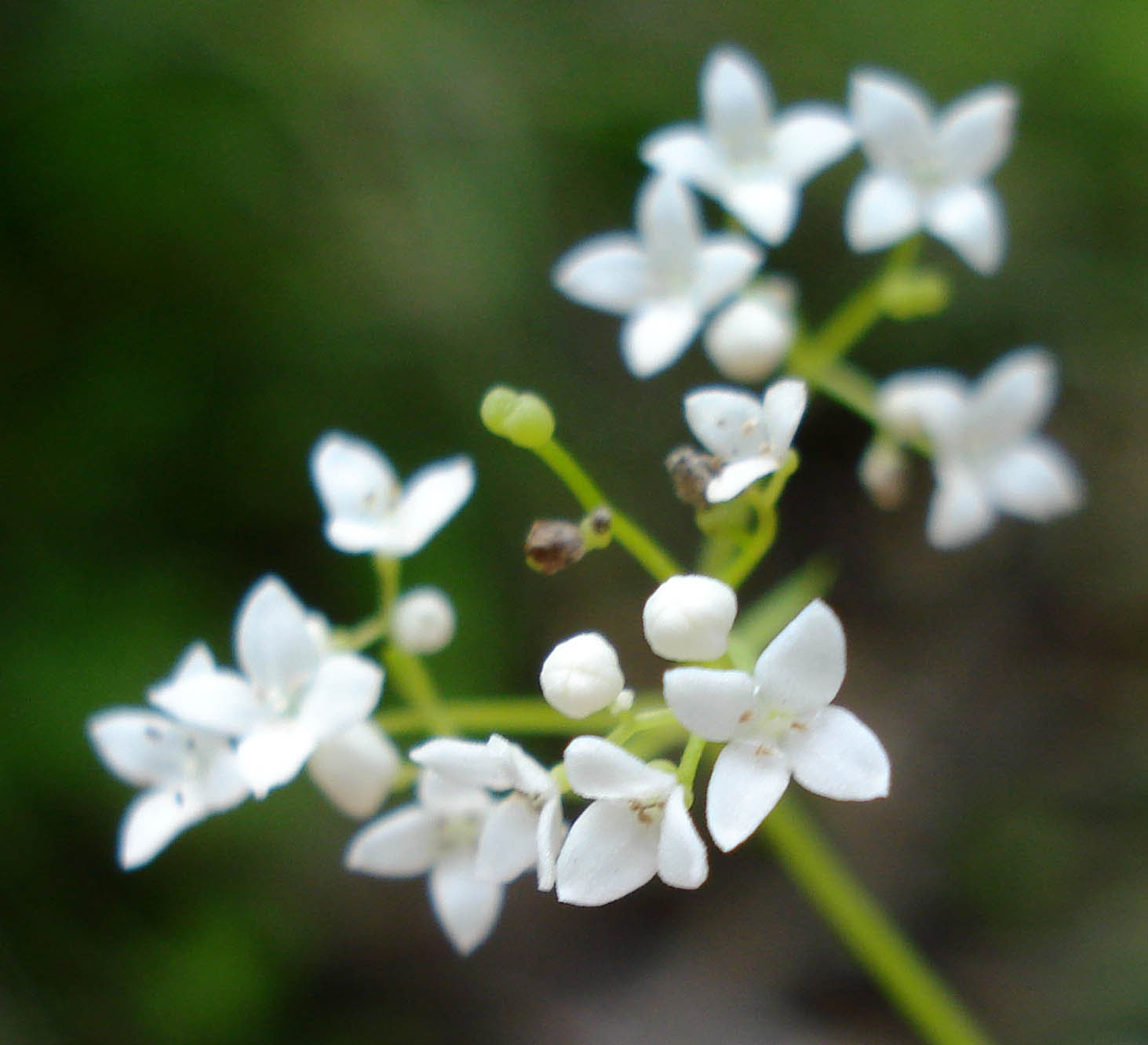
Moor-Labkraut (Galium uliginosum)
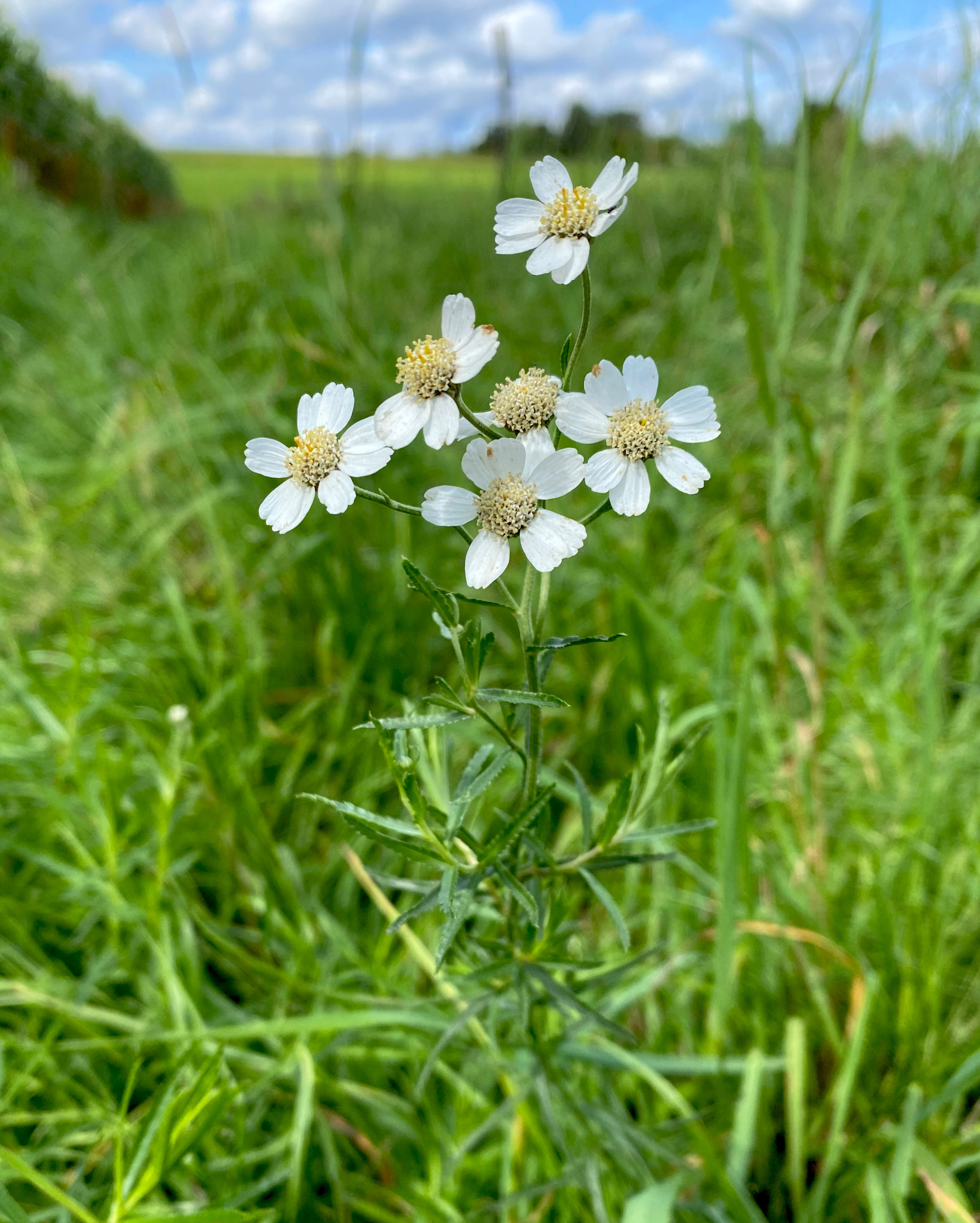
Sumpf-Schafgarbe (Achillea ptarmica)
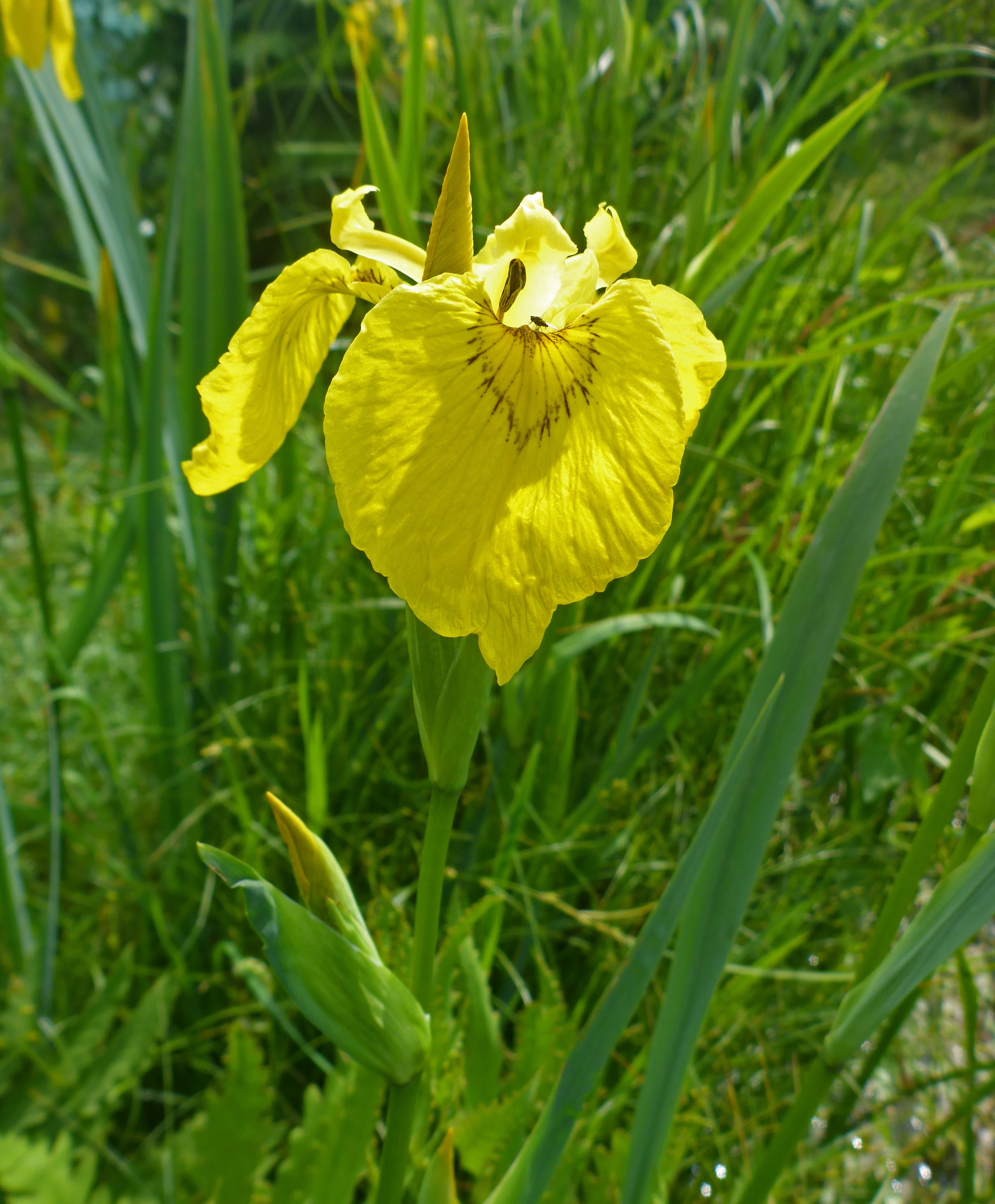
Sumpf-Schwertlilie (Iris pseudacorus)
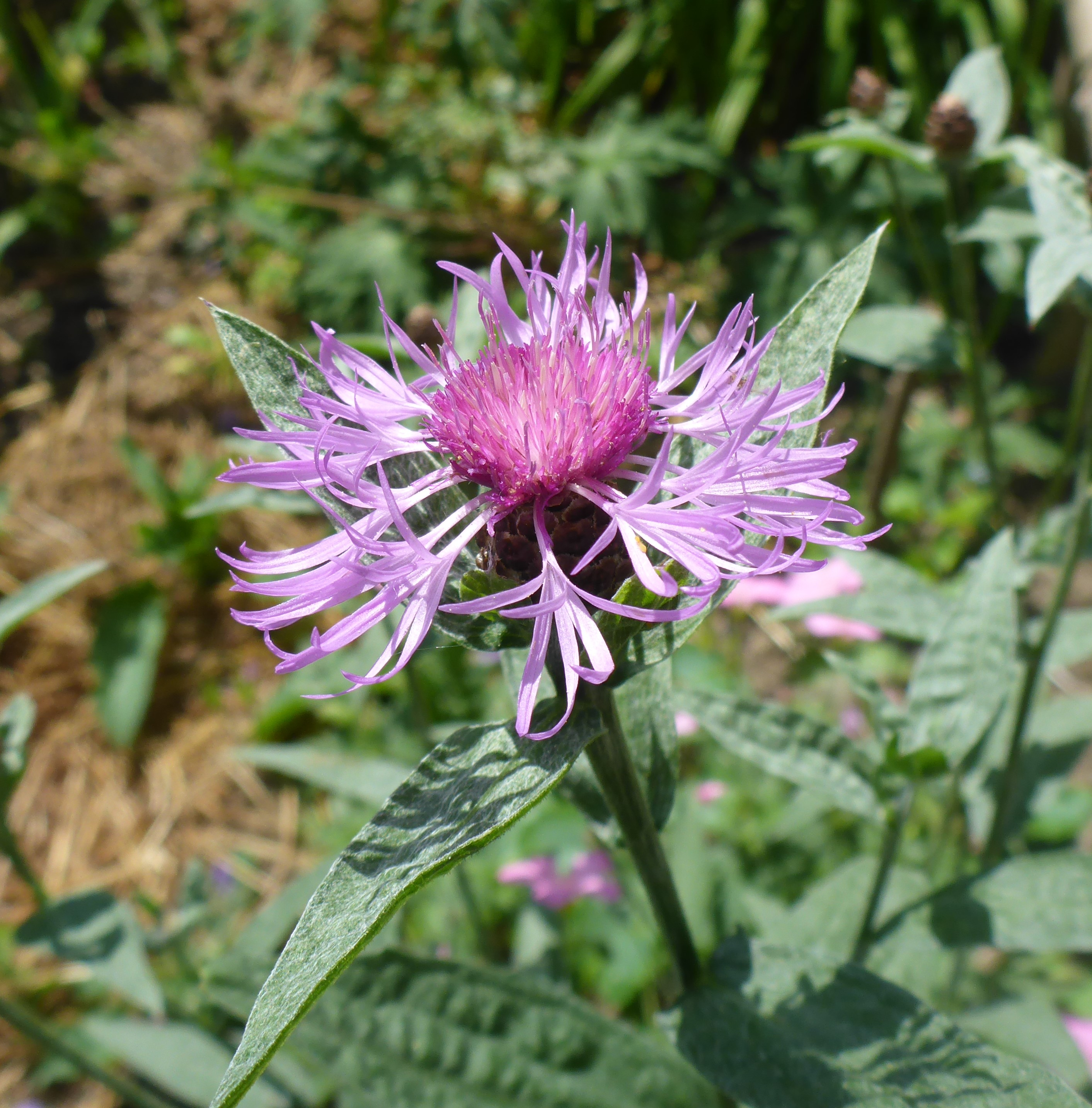
Wiesen-Flockenblume (Centaurea jacea)